# Necroscia maculiceps
Necroscia maculiceps är en insektsart som beskrevs av Carl Stål 1877. Necroscia maculiceps ingår i släktet Necroscia och familjen Diapheromeridae. Inga underarter finns listade i Catalogue of Life.